# 法政大学大学院スポーツ健康学研究科・スポーツ健康学部
法政大学スポーツ健康学部（ほうせいだいがくすぽーつけんこうがくぶ、英：Faculty of Sports and Health Studies）は、法政大学が設置するスポーツ健康学部。
法政大学大学院スポーツ健康学研究科（ほうせいだいがくだいがくいんすぽーつがくけんきゅうか）は、法政大学が設置する大学院研究科。

## 概要
法政大学スポーツ健康学部は、スポーツを中心に科学的な視点と分析する力を身に付けるとともに、柔軟な応用力により社会に貢献できる人材育成を目指し、2009年に開設された。
本学部では、社会的ニーズの高い「ヘルスデザイン」、「スポーツビジネス」、「スポーツコーチング」の3つのコースの学習が可能であり、それぞれに明確な目的を設定することで、将来設計を描きやすいカリキュラムを提供している。資格取得に必要な実習や、試験対策科目も充実している。一般に高難度とされるアスレティックトレーナーを始めとして、健康運動指導士など、スポーツ系の資格取得や受験資格の取得を学部として支援するサポート体制が構築されている。
また、本学部の食堂においては指静脈認証システムを活用した食事を摂ることが可能である。摂取カロリーや週間メニューを表示するだけでなく、管理栄養士のアドバイスも受けられる環境となっている。
「スポーツ心理学」、「スポーツマーケティング論」、「スポーツトレーニング論」、「運動負荷テスト実習」等の学習を通して、スポーツ振興と健康づくりに貢献できる人材育成を目指し、幅広い教養と専門知識を修得するとともに、実技・実習授業によって技術や能力を向上させることができる。
本学部は、経済学部、社会学部、現代福祉学部と同様に法政大学多摩キャンパスに本部が置かれている。

## 沿革
- 2009年（平成21年）- 法政大学スポーツ健康学部設置
- 2016年（平成28年）- 法政大学大学院スポーツ健康学研究科・修士課程設置
- 2021年（令和3年）- 同大学院研究科・博士後期課程設置

## 学部・学科

### スポーツ健康学部
- スポーツ健康学科

## 大学院
スポーツ健康学研究科
- スポーツ健康学専攻（修士課程、博士後期課程）

## 学部長
- 木下訓光

## 関連施設
- スポーツ研究センター
- 法政大学経済学部
- 法政大学社会学部
- 法政大学現代福祉学部

## 交通アクセス
〒194-0298 東京都町田市相原町4342
- 【JR線】 JR横浜線：相原駅から神奈川中央交通で約15分
- 【JR線】  JR中央線：西八王子駅から京王電鉄バス、京王バスで約22分
- 【京王線】 京王高尾線：めじろ台駅から京王電鉄バス、京王バスで約10分

## 著名な出身者
そのほかの出身者、卒業生及び関係者については「法政大学の人物一覧」を参照されたい